# (17966) 1999 JS43
A (17966) 1999 JS43 a Naprendszer kisbolygóövében található aszteroida. A LINEAR projekt keretében fedezték fel 1999. május 10-én.